# Robert E. Rodes
Pour les articles homonymes, voir Rodes.
Robert Emmett (ou Emmet) Rodes, né le 29 mars 1829 à Lynchburg et mort le 19 septembre 1864 à Winchester, est un militaire américain.

## Biographie
Il est, sous Robert Lee, le premier commandant de division non formé à l'académie militaire de West Point dans l'armée des États confédérés pendant la guerre de Sécession.
Sa division a conduit l'attaque surprise de Thomas Jonathan Jackson à la bataille de Chancellorsville. Rodes a ensuite servi dans le Corps de Richard Stoddert Ewell à la bataille de Gettysburg et lors de l'Overland Campaign, avant que ce Corps soit envoyé à la vallée de Shenandoah sous le commandement de Jubal Anderson Early.
Rodes a été tué lors de la bataille d'Opequon.